# Alain Finkielkraut
Alain Finkielkraut (ur. 30 czerwca 1949 w Paryżu) – francuski pisarz, filozof i eseista. Od 10 kwietnia 2014 członek Akademii Francuskiej.

## Elementy biograficzne
Finkielkraut jest jedynym synem pary polskich Żydów zamieszkałych we Francji (jego ojciec był więźniem w Auschwitz). Był uczniem prestiżowej École Normale Supérieure w Saint-Cloud (na wydziale literatury), a po jej ukończeniu zajął się pisaniem książek i esejów na podstawie obserwacji zjawisk społecznych. W ostatnich latach jego zainteresowania skupiają się szczególnie na badaniu wzrostu antysemityzmu we Francji. Finkielkraut był bliski ruchowi lewicowemu związanemu z majem 1968, a rozrachunkowi z tym okresem poświęcone są dwie książki (zob. bibliografia, 1977, 1982).

Finkielkraut wielokrotnie manifestował swe poglądy polityczne. Francuski dziennik „Libération” opisywał jego poglądy następuąco:
Dla Finkielkrauta, bronić Francji, to bronić Izraela, i vice-versa. […] zaangażował się on w obronę chrześcijan z Libanu pod koniec lat 80. czy też Chorwacji na początku lat 90. Pod wpływem Kundery, […] był on jedynym intelektualistą francuskim broniącym sprawy Zagrzebia.
Alain Finkielkraut jest jednym z sygnatariuszy apelu JCall (European Jewish Call for Reason), który od 2010 postuluje stworzenie niezależnego państwa palestyńskiego, warunku koniecznego do tego, by na bliskim Wschodzie zapanował pokój.
Poglądy Finkielkrauta są postrzegane jako konserwatywne; podkreśla on bardzo często swoje przywiązanie do Piątej Republiki oraz ideałów republikańskich (wolność, równość i laickość), stąd też jego oburzenie wobec tych, którzy ideały te chcą kwestionować (filozof opowiadał się, m.in. za zakazem noszenia chusty islamskiej w szkołach publicznych). Autorytetami, na które powołuje się Finkielkraut, są Hannah Arendt i Emmanuel Levinas. Krytykuje on część ideałów lewicy, dostrzegając w nich niebezpieczeństwo totalitaryzmu.
W 2009 r. Alain Finkielkraut został odznaczony Orderem Legii Honorowej. 10 kwietnia 2014 wybrany został jednym z 40 członków Akademii Francuskiej, gdzie zajął fotel Féliciena Marceau.
Autor Finkielkraut prowadzi również swą autorską audycję w radio France Culture, „Répliques”, do której cotygodniowo zaprasza dwóch gości reprezentujących odmienne punkty widzenia.

## Praca filozoficzna i eseistyka
Treść tego artykułu od 2023-05 może nie być zgodna z zasadami neutralnego punktu widzenia.
 Po wyeliminowaniu niedoskonałości należy usunąć szablon {{Dopracować}} z tego artykułu.
Marek Rapacki pisze o Porażce myśli i Niewdzięczności:
Finkielkraut sam podkreśla, że szczególność „małych narodów” odkrył późno, dzięki Kunderze. Ale przez „to, co partykularne” rozumiał i nadal rozumie nie tylko nacjonalizm, lecz także przerost uprawnień jednostki i tolerancji dla jej wolnych wyborów, który nastąpił w reakcji na nacjonalizmy i totalizmy ubiegłego stulecia. Odbywa się to ze szkodą dla interesów ludzkiej wspólnoty, szczególnie wspólnoty narodowej. „Porażką myśli” było również zacieranie granic między kulturą wysoką a masową, „zdrada klerków”.
Ta stosunkowo wczesna książka Finkielkrauta stanowiła prowokację wobec poglądów przeważającej części francuskiej inteligencji i jej politycznej poprawności. Podobnie drażniąco brzmi dla wydelikaconego paryskiego ucha nie tylko „nacjonalizm” tego autora w jego rozważaniu o „małych narodach”, ale i większość tez przedstawionych w pozostałych czterech wywiadach, które składają się na Niewdzięczność.

## Publikacje
- Ralentir, mots-valises !, Seuil, 1979.
- Le nouveau désordre amoureux (z Pascalem Brucknerem), 1977.
- Le juif imaginaire, Seuil, 1981.
- La sagesse de l’amour, Gallimard, 1984.
- Porażka myślenia, NOWA, 1992, tłum. Maryna Ochab (La Défaite de la pensée, Gallimard, 1987).
- La mémoire vaine: du crime contre L’Humanité, Gallimard, 1989.
- Comment peut-on être croate?, Gallimard, 1992.
- Le Mécontemporain. Charles Péguy, lecteur du monde moderne, Gallimard, 1992.
- Zagubione człowieczeństwo, PIW, 1999 (L’Humanité perdue, Seuil, 1996).
- Niewdzięczność, SIC!, 2005 (L'Ingratitude. Conversation sur notre temps avec Antoine Robitaille, Gallimard, 1999).
- Une voix vient de l'autre rive, Gallimard, 2000.
- Internet, l’inquiétante extase, Mille et une nuits, 2001, napisane z Paulem Soriano.
- Une voix qui vient de l'autre rive, Gallimard, 2000.
- L'imparfait du présent. Pièces brèves, Gallimard, 2002.
- Les battements du monde, z Peterem Sloterdijkiem, Paris, Pauvert, 2003.
- W imię innego, Antysemicka twarz lewicy, SIC!, 2005 (Au nom de l'Autre. Réflexions sur l'antisémitisme qui vient, Gallimard, 2003).
- Nous autres, modernes : quatre leçons, Ellipse, 2005.
- Ce que peut la littérature Alaina Finkielkrauta; współautorzy: Mona Ozouf, Pierre Manent, Suzanne Julliard, Stock, 2006.
- Entretiens sur la laïcité. Avec Benny Lévy, Verdier, 2006
- Petit fictionnaire illustré : les mots qui manquent au dico, Points Seuil, 2006
- Qu'est-ce que la France (Stock, 2007): seria wywiadów z intelektualistami francuskimi na temat Francji, tożsamości francuskiej, kwestii narodowościowej, etc.
- La Querelle de l'école, Stock, 2007
- Philosophie et modernité, École polytechnique, 2008
- Serce rozumiejące, Wyd. UW 2012 (Un coeur intelligent, Stock, 2009)
- „Pour une décence commune” in Regards sur la crise. Réflexions pour comprendre la crise… et en sortir, Antoine Mercier (red.), współautorzy: Alain Badiou, Miguel Benasayag, Rémi Brague, Dany-Robert Dufour, Élisabeth de Fontenay…, Paris, Éditions Hermann, 2010.
- L’Explication, conversation avec Aude Lancelin, & Alain Badiou, Nouvelles Éditions Lignes, 2010.
- L'interminable écriture de l'Extermination, sous la direction d'Alain Finkielkraut, transcription des émissions Répliques de France Culture, Stock, 2010.
- Et si l’amour durait, Stock, 2011
- L'identité malheureuse, Stock, 2013